# Rhenense Veer
Het Rhenense veer is een veerverbinding tussen Rhenen en Lienden over de Nederrijn bij kilometerraai 910. De geschiedenis van de Rhenense (auto)veerpont over de Rijn gaat terug tot ongeveer 1350. Sindsdien is er achtereenvolgend telkens in perioden van vier tot twaalf jaar pacht betaald voor het veerrecht. De veerverbinding werd eerst onderhouden door een vrijvarend bootje. Waarschijnlijk vanaf eind zestiende eeuw werd er een gierpont met kabels ingezet. Na de aanleg van de autobrug bij Rhenen is het veer in 1957 opgeheven. Sinds 2013 vaart er een fietspont.

## Voetveer vanaf 2013
In 2012 werden er plannen gemaakt om de pont weer in de vaart te brengen. Op 30 april 2012 voer er een veerpont vanwege het bezoek van koningin Beatrix aan Rhenen op die dag. In september dat jaar werd er met een gehuurde veerpont een week lang een proef uitgevoerd. In een week werden er ruim 700 passagiers overgezet. In 2013 is er vervolgens een veerpontje voor fietsers en voetgangers in de vaart gebracht. Het maximale aantal passagiers bedraagt 12, inclusief hun fietsen. Het veer vaart alleen gedurende de maanden mei tot en met september. De bemanning van de pont bestaat uit vrijwilligers. In het vaarseizoen 2023 is de motorpont 'Rhelie' vervangen door een volledig elektrische vaarpont genaamd 'Limeslijn'.